# 未成年 (大江千里のアルバム)
『未成年』（みせいねん）は、大江千里の3枚目のオリジナル・アルバムである。1985年3月21日EPIC/SONYから発売（規格品番はESCB 1242→MHCL 30021）。
1991年11月1日と2013年4月10日に再発売。

## 解説
- オリコンアルバムチャートで初登場第5位。
- 自身初となるオリコンチャートトップ10入りを果たした。
- 2008年7月1日CD-BOX 『Senri Premium 〜MY GLORY DAYS 1983-1988』に全曲デジタル・リマスタリングされ収録。
- 2013年4月10日にCD-BOX用にデジタルリマスタリング済音源を使用し、Blu-spec CD2仕様で発売。CDジャケットや歌詞カードはLPを復刻。

## 収録楽曲
| 全作詞・作曲: 大江千里、全編曲: 清水信之。 |                         |          |            |      |
| #                                          | タイトル                | 作詞     | 作曲・編曲 | 時間 |
| 1.                                         | 「REAL」                | 大江千里 | 大江千里   | 4:18 |
| 2.                                         | 「SEXUALITY」           | 大江千里 | 大江千里   | 4:13 |
| 3.                                         | 「A MOONLIGHT EPISODE」 | 大江千里 | 大江千里   | 4:21 |
| 4.                                         | 「真冬のランドリエ」    | 大江千里 | 大江千里   | 4:03 |
| 5.                                         | 「もう一度X'mas」       | 大江千里 | 大江千里   | 3:55 |
| 6.                                         | 「赤茶色のプレッピー」  | 大江千里 | 大江千里   | 3:59 |
| 7.                                         | 「プールサイド」        | 大江千里 | 大江千里   | 4:59 |
| 8.                                         | 「渚のONE-SIDE SUMMER」 | 大江千里 | 大江千里   | 3:59 |
| 9.                                         | 「十人十色」            | 大江千里 | 大江千里   | 3:29 |
| 10.                                        | 「 ナチュラル」         | 大江千里 | 大江千里   | 4:49 |

## 曲解説
1. REAL
元々素材としてあった全く違う2曲を、清水信之のアイデアで1つの曲にまとめて制作したという。
2. SEXUALITY
3. A MOONLIGHT EPISODE
4. 真冬のランドリエ
6thシングル『十人十色』のカップリング曲。
5. もう一度X'mas
6. 赤茶色のプレッピー
7. プールサイド
ミュージック・ビデオが制作されている。ベストアルバム『2000 JOE』にも収録されている。
8. 渚のONE-SIDE SUMMER
アマチュア時代の作品に手を入れたものだという
7thシングル『REAL』のカップリング曲。
9. 十人十色
味覚糖（後のUHA味覚糖）「デートキッス」CM曲（CM版は小室哲哉編曲）。サビの詞についてEPOに相談した際「すっごくいいと思う」と言われて納得し、曲として形になったという。
10. ナチュラル
詞と曲を同時に作りあっという間に完成したという[2]。

## ミュージシャン
- 数原晋 - トランペット
- 佐橋佳幸 - ギター
- 金子飛鳥 - ストリングス
- 遠山淳 - コンピューター・プログラミング
- 松武秀樹 - コンピューター・プログラミング
- EPO - コーラス

### SonyMusic
- 未成年  –  ディスコグラフィ
- 未成年【Blu-spec CD2】  –  ディスコグラフィ